# Anopsicus evansi
Anopsicus evansi är en spindelart som först beskrevs av Willis J. Gertsch 1971.  Anopsicus evansi ingår i släktet Anopsicus och familjen dallerspindlar. Inga underarter finns listade i Catalogue of Life.